# Apieae
Apieae es una tribu de plantas  perteneciente a la familia Apiaceae, subfamilia Apioideae.
Tiene los siguientes géneros:

## Géneros
- Ammi L.
- Anethum L.
- Apium L.
- Billburttia Magee & B.-E. van Wyk
- Brachyapium (Baill.) Maire = Stoibrax Raf.
- Deverra DC.
- Foeniculum Mill.
- Naufraga Constance & Cannon
- Panulia (Baill.) Koso-Pol.= Apium L.
- Petroselinum Hill
- Pituranthos Viv. = Deverra DC.
- Pseudoridolfia Reduron et al.
- Ridolfia Moris
- Sclerosciadium W. D. J. Koch ex DC.
- Stoibrax Raf.
- Tragiopsis Pomel = Stoibrax Raf.
- Visnaga Gaertn. = Ammi L.